# Lophopogon
Lophopogon là một chi thực vật có hoa trong họ Hòa thảo (Poaceae).

## Loài
Chi Lophopogon gồm các loài: